# پادشاه چین
پادشاه یا امپراتور یا هوآنگدی (به چینی: 皇帝) یک عبارت سکولار برای منصب امپراتورهای چین است که از دوران دودمان کین در ۲۲۱ پیش از میلاد تا کناره‌گیری پویی در ۱۹۱۲ میلادی پس از انقلاب شین‌های و تشکیل جمهوری چین برای شاهان استفاده می‌شد. این عنوان دو بازگشت در جریان شکست انقلاب و تشکیل دوبارهٔ پادشاهی چین (۱۹۱۶-۱۹۱۵) داشت. عبارت مقدس برای شاهان چینی، 天子 به معنی فرزند آسمان بود. عبارتی که بسیار کهن تر از شاه چین است، عبارتی است که به دودمان ژو بازمی‌گردد و آن فرمانروای هرآنچه زیر آسمان است. البته در واقعیت هیچ شاهی در چین قدرت مطلق نبود با این حال این عبارت کاربرد فراوانی داشت.
پادشاهانی که از یک خانواده بودند در ردهٔ یک دودمان قرار می‌گرفتند (فهرست دودمان‌های تاریخ چین). بیشتر فرمانروایان چین به عنوان عضوی از قوم هان دانسته می‌شدند. در دوران فرمانروایی دودمان یوآن و چینگ، کشور عملاً با افرادی از به ترتیب قومهای مغول و منچو هدایت می‌شد؛ که این نشان می‌دهد این کشور توسط افرادی نااهل آن فرمانروایی می‌شدند اما پژوهشهای اخیر می‌گوید که روابط سیاسی و خونی در این دودمان‌ها بسیار پیچیده‌تر بوده‌است. به هر حال این پادشاهان به کنفسیوس‌گرایی باور داشتند.

## ریشه و پیشینه
در دوران دودمان ژو، زمینداران چینی در محدودهٔ زمین‌های خودشان به آنها گُنگ (公) گفته می‌شد با بالا رفتن قدرت دودمان ژو و شانگ آنها ترجیح دادند این نام را به صورت کلی برای خودشان بکار برند. در ۲۲۱ پیش از میلاد پس از آنکه شاه استان کین بر مدعیان پیرامون پیروز شد عنوان تازه ای برای خود برگزید چون او فرمانروایی فراتر از زمین‌هایی شده بود که پیشتر داشت؛ او نام شی هوآنگدی، نخستین امپراتور را برگزید. پیش از آن هوآنگ (皇) و دی (帝) عنوان‌های هشت فرمانروای اساطیر چین یا چین باستان بودند. در اساطیر گفته شده بود که سه شهریار (سه هوآنگ) چین باستان کسانی بودند که از سوی خدا آمده بودند و آسمان را آفریده بودند یا نخستین انسان را از رُس ساخته بودند و پنج امپراتور یا پنج دی، دستاوردهای فرهنگی داشتند مانند کشاورزی، دوزندگی، موسیقی، ستاره‌شناسی و … در سه سدهٔ پیش از میلاد این دو عنوان هوآنگ و دی هرگز با هم بکار برده نشده بودند. در گذشته تصور این بود که نامی که شاه برگزیده به معنی پادشاه مقدس است اما امروزه بر این باورند که مفهوم نام او حاکمیت دینی بوده‌است.
پادشاهی دودمان یوآن و چینگ از راه یورش به سرزمین چین بدست آمده بود با این حال آنها از روش نامگذاری سنتی پیروی کردند و عنوان‌های چینی (هوآنگدی) را برگزیدند. در نتیجه قوبلای خان هم شاه چین به‌شمار می‌رفت و هم خاقان مغول.

## شمار شاهان

تای‌زونگ از دودمان تانگ

شمار شاهان چین از دودمان کین تا دودمان چینگ، ۵۵۷ شاه است که شمار فرمانرواهای محلی نیز در نظر گرفته شده‌است. افرادی همچون یوان شو، لی زیچنگ و هوآنگ چائو نیز خود را شاه و فرزند آسمان نامیدند و تلاش کردند پادشاهی موجود را سرنگون کنند. از جمله شاهان بیشتر شناخته شدهٔ چین می‌توان به چین شی هوانگ از دودمان چین، گائوزو و وو از دودمان هان، تای‌زونگ از دودمان تانگ، قوبلای خان از یوآن، هونگ‌وو از دودمان مینگ و کانگ‌شی از دودمان چینگ اشاره کرد.
فرمان شاه باید بی درنگ اجرا می‌شد و نام او نامی مقدس بود. او بالاتر از همهٔ مردم، خانواده و افراد برگزیدهٔ کشور بود و حتی نزدیک ترین‌ها به او باید با او با احترام کامل صحبت می‌کردند. بااینکه میزان قدرت در دودمانی گوناگون، متفاوت بود با این حال در همهٔ آنها یکه‌سالاری و پادشاهی مطلقه برقرار بود. تنها در دوران دودمان سانگ بود که قدرت شاه به شدت زیر سایهٔ قدرت صدراعظم، کم شده بود.
در چین همیشه قدرت از پدر به فرزند منتقل می‌شد درنتیجه زیاد پیش می‌آمد که پادشاهان، خردسال باشند از این رو قدرت زیادی به دست ملکهٔ مادر می‌افتاد و او به عنوان نایب‌السلطنه قدرت را به دست می‌گرفت.